# Як брехати за допомогою статистики
Як брехати за допомогою статистики — це книга, написана Дарреллом Хаффом у 1954 році, яка представляє вступ до статистики для широкого читача. Хафф не був статистиком, а був журналістом, який як фрілансер написав багато статей про те, як це зробити.
Книга є коротким, яскравим ілюстрованим томом, у якому описано неправильне використання статистики та помилки в інтерпретації статистики, а також те, як ці помилки можуть призвести до неправильних висновків.
У 1960-х і 1970-х роках книга стала стандартним підручником для вступу до предмету статистики для багатьох студентів. Вона стала однією з найбільш продаваних статистичних книжок в історії: було продано понад півтора мільйона примірників англомовного видання. Її також було багато перекладено.
Теми книги включають «Кореляція не передбачає причинно-наслідкового зв'язку» та «Використання випадкової вибірки». Вона також показує, як статистичні графіки можна використовувати для спотворення реальності, наприклад, обрізаючи нижню частину лінійної або стовпчастої діаграми, щоб відмінності здавалися більшими, ніж вони є, або представляючи одновимірні величини на піктограмі двовимірними чи тривимірними об'єктами для порівняння їхніх розмірів, щоб читач забув, що зображення не масштабуються так само, як величини.
Оригінальне видання містило ілюстрації художника Ірвінга Гейса. У британському виданні їх замінили карикатурами Мела Калмана.